# Chladni (cratère)
Pour les articles homonymes, voir Chladni.
Chladni est un petit cratère d'impact lunaire situé près du bord nord-ouest du Sinus Medii, dans la partie centrale de la Lune.
Le cratère doit son nom au physicien et musicien allemand Ernst Chladni qui, en 1794, écrivit le premier livre sur les météorites. Le bord du cratère est à peu près circulaire, et il y a un petit plancher central au milieu des parois intérieures inclinées. Cette caractéristique a un albédo plus élevé que le terrain environnant. Il est relié par une crête basse au bord du cratère Murchison (en), qui se trouve au nord-ouest. Plein est de Chladni se trouve le plus grand Triesnecker (en).